# ハンフリー・マーシャル (植物学者)
ハンフリー・マーシャル（Humphry Marshall、1722年10月10日 – 1801年11月5日）はアメリカ合衆国の植物学者、植物商である。

## 生涯

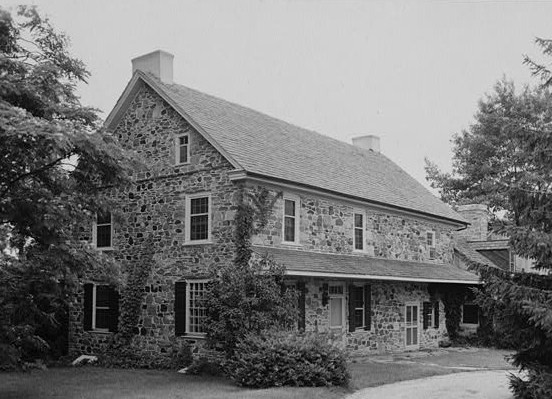
アメリカ合衆国国定歴史建造物になっているマーシャルの家

ペンシルベニア州のマーシャルトンに生まれた。叔父に「アメリカの植物学の父」とされるジョン・バートラムがおり、いとこのウィリアム・バートラムも植物学者であり、初期のアメリカの植物学者の多くと同じくクエーカー教徒である。石工の仕事をした後、貿易の仕事についた。1748年に結婚した後、父親の農場を経営した。解剖学や天文学など自然科学に興味をもち、農場の片隅に個人の観測所を作った。叔父のバートラムの影響を受けて、植物学への興味をもち、マーシャルトンの屋敷に植物園を作った。2度結婚したが子供はいなかった。弟の息子、モーゼス・マーシャル（Moses Marshall）が、樹木園の仕事や植物学の研究を手伝った。
1785年に『アメリカの樹木』（"Arboretum Americanum: the American Grove, an Alphabetical Catalogue of Forest Trees and Shrubs, Natives of the American United States"を出版し、「アメリカ樹木学の父」と呼ばれることもある。長年チェスター郡の出納係、公債事務所の管財人も務めた。
アメリカ哲学協会などの多くの学術団体の会員に選ばれた。
キク科の属、マーシャリア属（Marshallia）はハンフリー・マーシャルとモーゼス・マーシャルに献名されている。